# 니나 수블라티
니나 수블라티(조지아어: ნინა სუბლატი, 영어: Nina Sublatti, 1995년 1월 31일 ~ )는 조지아의 가수, 작곡가, 모델이다.

## 음반 목록
- Dare to Be Nina Sublatti (2014)